# Pinedillo
Pinedillo es un antiguo municipio y una entidad local menor perteneciente al municipio de Avellanosa de Muñó, Burgos (España). Está situado en la comarca de Arlanza.

## Antiguo municipio
Entre el censo de 1857 y el anterior, este municipio desaparece porque se integra en el municipio 09032 Avellanosa de Muñó.
Su alcalde pedáneo (2007-actualmente) es Alberto López Saiz del Partido Socialista Obrero Español.

## Historia
La localidad burgalesa de Pinedillo aparece documentada por primera vez en la historia en el año 972, ya que en esta fecha el conde de Castilla, don García Fernández cambia varias villas que posee entre el Arlanza y el valle de Pinedillo, por la villa de Covarrubias. El conde proyectaba realizar la obra del famoso infantado y ha elegido por capital a Covarrubias, cinco lenguas más arriba y también junto al río Arlanza, y que a la sazón es propiedad del Monasterio de San Pedro de Valeránica o de Carlangas, aguas abajo de Tordómar.
Los páramos de Villafruela y de Cerrato, en su cara norte, vierten sus aguas a la orilla izquierda del Arlanza, dejando su huella en varios arroyos y charcas y en tierras blandas. Este sector burgalés, rayando con la provincia de Palencia, fue repoblado muy a principios del siglo X, y estaba protegido por el triángulo que formaban las torres de la granja de Tordómar, Torrecitores y Torrepadre, torres y villas incluidas en el alfoz de Escuderos. En el año 1054, la localidad de Pinedillo vuelve a ser citada por doña Muñadona Gustios, poseedora de varias haciendas entre el Duero y el Arlanza; en la fecha citada anteriormente, doña Muñadona quiere donar al Monasterio de San Pedro de Arlanza algunos de sus bienes, entre ellos la hacienda que posee en Pinedillo.
No debió durar mucho tiempo la presencia de los monjes benedictinos en la villa, pues no se ha encontrado referencia documentada después. Unos años después, Pinedillo está incluida en la merindad de Santo Domingo de Silos con derecho de behetría, es decir, de elegir un protector y un representante entre caballeros de alcurnia y de influencia y de cambiarlo cuando al vecindario le parezca.
En el año 1350 el titular de la behetría de Pinedillo era don Tello, hijo bastardo del rey Alfonso XI, hermanastro de don Pedro, el Cruel o Justiciero, quien lo mandaría ajusticiar. Don Tello recibía por sus presuntos servicios una carga de pan terciado: 2/3 de cebada y 1/3 de trigo, más 24 maravedises. Los diviseros, que por lo menos eran seis, percibían al año seis maravedises cada uno. El rey cobraba por San Martín 72 maravedises, y el merino (delegado regio) doce maravedises, más otro maravedí que cobraba el escribano por la carta de pago. En total, con todos esos maravedises se podía comprar un rebaño de 300 ovejas en aquella época.
No es extraño que estos gravámenes empujaran a los vecinos hacia otras tierras: en el año 1591 entre las localidades de Pinedillo y Torrecitores sumaban 8 vecinos. En el siglo XVIII la localidad de Pinedillo pertenecía al señorío de los Torquemada –Cerezo, al partido de Aranda, y su iglesia era filial a la parroquia de Torrepadre. Más tarde se unió al ayuntamiento de Avellanosa de Muñó.

## Gastronomía
Pueblo incluido en la Denominación de Origen de los vinos de la Ribera del Arlanza por lo que no nos será difícil probar alguno de sus excelentes tintos. Para acompañar se puede tomar queso de oveja.

## Población
En 2022 cuenta con 23 habitantes.

## Fiestas patronales
San Mamés (17 de agosto): Para que no coincidiera con la siega del cereal,  se trasladó al 7 de junio, celebrando sus fiestas patronales el fin de semana más cercano a dicho día.

## Situación
Dista 6 km de la capital del municipio, Avellanosa de Muñó. También a 6 km del municipio de Tordómar. Situada al Este del municipio cerca de Veguecilla, La, de Espinosa de Cerrato y de Royuela de Río Franco. En el valle del Pinedillo.